# Chen Gongbo
Chen Gongbo (陳公博), född den 19 oktober 1892, avrättad den 3 juni 1946, var en kinesisk politiker i Kuomintang. Här är mest känd som kollaboratör med den japanska ockupationsmakten i Wang Jingweis regim åren 1940–45.

## Biografi
Chen föräldrar härstammade från en hakka-släkt från Fujian som bosatt sig i Ruyuan härad i Guangdong. Chen föddes i Guangzhou och hade en relativt privilegierad uppväxt. Hans far, Chen Zhimei, var aktiv i motståndet mot Qingdynastin och fängslades för sina aktiviteter och befriades för efter Xinhairevolutionen brutit ut 1911.
Chen utbildades vid Pekings universitet där han drogs in Fjärde maj-rörelsen och introducerades till marxismen av Chen Duxiu. Han var en av de första medlemmarna i det nybildade kommunistpartiet, men lämnade partiet för att studera vid Columbia University, där han fick sin magisterexamen i ekonomi 1925.
Efter återkomsten till Kina anslöt han till Kuomintang, där han blev en medlem partiets vänsterfalang som leddes av Liao Zhongkai och Wang Jingwei. Chen blev känd för sin skarpa retorik och organisationsförmåga och 1927-28 var han redaktör för veckomagasinet Den revolutionära kritikern. I juli 1929 uteslöts han från Kuomintang på grund av sin kritik mot partiets högerflygel och 1930 deltog han i ett försök att organisera en rivaliserande regim i Nordkina tillsammans med Wang Jingwei och Yan Xishan. Han återfick sitt medlemskap i partiet i december 1931 och utnämndes till mindre viktiga positioner i den nationella regeringen i Nanking.
När det andra kinesisk-japanska kriget bröt ut 1937 flydde Chen med Chiangs regim till Chongqing, där Kuomintang etablerade en tillfällig huvudstad. Allteftersom kriget drog ut på tiden började Chen misströsta och påverkades av Wang Jingweis idé att förhandla en separatfred med Japan. När Wang i hemlighet begav sig till de japansk-ockuperade områdena i december 1938 för att inleda förhandlingar med Japan följde Chen efter viss tvekan med honom och blev näst efter Wang den mest inflytelserike medlemmen Wang Jingweis regim, som etablerades i Nanking den 30 mars 1940. Vid sidan av viktiga poster i regimen utnämndes han till borgmästare i Shanghai, där han såg till att Shanghai International Settlement och den franska koncessionen i Shanghai upplöstes.
När Wang Jingwei begav sig till Japan för medicinsk behandling utsågs Chen till dennes ställföreträdande och när Wang avled i Nagoya i november 1944 blev han formellt president för lydstaten i Nanking. Efter Japans nederlag i andra världskriget i augusti 1945 flydde han till Japan, men återbördades till Kina där han åtalades för landsförräderi. I väntan på rättegången författade Chen sina memoarer (Ba nian lai de huiyi), där han reflekterade över sin starka lojalitet till Wang Jingwei sina bevekelsegrunder för att samarbeta med Japan. Den 5 april 1946 dömdes han till döden för landsförräderi av provinsdomstolen i Suzhou och han arkebuserades den 3 juni.

## Verk
- Ch'en Kung-Po; Wilbur C. Martin (1960) (på engelska). The communist movement in China: an essay written in 1924. East Asian institute studies / Columbia university, 0572-810X ; 7. New York. Libris 711216